# E3 Harelbeke 2014
De 57e editie van de wielerwedstrijd E3 Harelbeke werd gehouden op 28 maart 2014. De renners reden een wedstrijd van Harelbeke naar Harelbeke. De wedstrijd maakte deel uit van de UCI World Tour 2014. Titelverdediger was de Zwitser Fabian Cancellara. Dit jaar won de Slowaakse favoriet Peter Sagan.

## Deelnemende ploegen
| 18 UCI World Tour-ploegen | 18 UCI World Tour-ploegen | 18 UCI World Tour-ploegen | 7 wildcards                 |
| ------------------------- | ------------------------- | ------------------------- | --------------------------- |
| AG2R La Mondiale          | FDJ.fr                    | Movistar                  | Topsport Vlaanderen-Baloise |
| Astana                    | Garmin Sharp              | Omega Pharma-Quick-Step   | Wanty-Groupe Gobert         |
| Belkin                    | Giant-Shimano             | Orica-GreenEdge           | IAM Cycling                 |
| BMC Racing Team           | Lampre-Merida             | Sky ProCycling            | Cofidis                     |
| Cannondale                | Lotto-Belisol             | Tinkoff-Saxo              | Androni Giocattoli          |
| Europcar                  | Katjoesja                 | Trek Factory Racing       | MTN-Qhubeka                 |
|                           |                           |                           | Unitedhealthcare            |

## Hellingen
| Nummer | Naam                | Kilometer |
| ------ | ------------------- | --------- |
| 1      | Kattenberg          | 33,7      |
| 2      | Leberg              | 43,1      |
| 3      | Hoppeberg           | 101,7     |
| 4      | Berg ten Stene      | 110,3     |
| 5      | Boigneberg          | 114,9     |
| 6      | Eikenberg           | 119,1     |
| 7      | Stationsberg        | 124,8     |
| 8      | Taaienberg          | 129,4     |
| 9      | Knokteberg          | 144,4     |
| 10     | Hotondberg          | 148,4     |
| 11     | Rotelenberg         | 156,8     |
| 12     | Kortekeer           | 158,4     |
| 13     | Kapelberg           | 170,8     |
| 14     | Paterberg           | 174,9     |
| 15     | Oude Kwaremont      | 179,1     |
| 16     | Karnemelkbeekstraat | 185,5     |
| 17     | Tiegemberg          | 196,5     |

## Rituitslag
| Rituitslag |                      |                         |          |
| Plaats     | Naam                 | Ploeg                   | Tijd     |
| 1          | Peter Sagan          | Cannondale              | 4u56'31" |
| 2          | Niki Terpstra        | Omega Pharma-Quick-Step | z.t.     |
| 3          | Geraint Thomas       | Sky ProCycling          | z.t.     |
| 4          | Stijn Vandenbergh    | Omega Pharma-Quick-Step | z.t.     |
| 5          | Sep Vanmarcke        | Belkin                  | +1'16"   |
| 6          | Tony Gallopin        | Lotto-Belisol           | z.t.     |
| 7          | Borut Božič          | Astana                  | +1'19"   |
| 8          | Tyler Farrar         | Garmin-Sharp            | z.t.     |
| 9          | Fabian Cancellara    | Trek Factory Racing     | z.t.     |
| 10         | Greg Van Avermaet    | BMC Racing Team         | z.t.     |
| 11         | Tom Boonen           | Omega Pharma-Quick-Step | z.t.     |
| 12         | Jürgen Roelandts     | Lotto-Belisol           | z.t.     |
| 13         | Luca Paolini         | Katjoesja               | z.t.     |
| 14         | Florian Sénéchal     | Cofidis                 | z.t.     |
| 15         | John Degenkolb       | Giant-Shimano           | z.t.     |
| 16         | Laurens De Vreese    | Wanty-Groupe Gobert     | z.t.     |
| 17         | Edvald Boasson Hagen | Sky ProCycling          | z.t.     |
| 18         | Ignatas Konovalovas  | MTN-Qhubeka             | z.t.     |
| 19         | Zdeněk Štybar        | Omega Pharma-Quick-Step | z.t.     |
| 20         | Stijn Devolder       | Trek Factory Racing     | +1'21"   |

1958 · 1959 · 1960 · 1961 · 1962 · 1963 · 1964 · 1965 · 1966 · 1967 · 1968 · 1969 · 1970 · 1971 · 1972 · 1973 · 1974 · 1975 · 1976 · 1977 · 1978 · 1979 · 1980 · 1981 · 1982 · 1983 · 1984 · 1985 · 1986 · 1987 · 1988 · 1989 · 1990 · 1991 · 1992 · 1993 · 1994 · 1995 · 1996 · 1997 · 1998 · 1999 · 2000 · 2001 · 2002 · 2003 · 2004 · 2005 · 2006 · 2007 · 2008 · 2009 · 2010 · 2011 · 2012 · 2013 · 2014 · 2015 · 2016 · 2017 · 2018 · 2019 · 2020 · 2021 · 2022 · 2023 · 2024

Lijst van beklimmingen
 Tour Down Under · 
 Parijs-Nice · 
 Tirreno-Adriatico · 
 Milaan-San Remo · 
 Ronde van Catalonië · 
 E3 Harelbeke · 
 Gent-Wevelgem · 
 Ronde van Vlaanderen · 
 Ronde van het Baskenland · 
 Parijs-Roubaix · 
 Amstel Gold Race · 
 Waalse Pijl · 
 Luik-Bastenaken-Luik · 
 Ronde van Romandië · 
 Ronde van Italië · 
 Critérium du Dauphiné · 
 Ronde van Zwitserland · 
 Ronde van Frankrijk · 
 Clásica San Sebastián · 
 Ronde van Polen · 
  Eneco Tour · 
 Ronde van Spanje · 
 Vattenfall Cyclassics · 
 GP Ouest France-Plouay · 
 Grote Prijs van Quebec · 
 Grote Prijs van Montreal · 
 UCI Ploegentijdrit · 
 Ronde van Lombardije · 
 Ronde van Peking